# Dolle toren
Dolle toren is een schaakterm. Men spreekt van een dolle toren als een toren voortdurend schaak kan geven, terwijl het pat zou zijn als de toren wordt geslagen.
De partij eindigt dan in remise, doordat spoedig driemaal dezelfde stelling is ontstaan.
In de afgebeelde stelling blijft wit schaak geven op de zevende rij, te beginnen met Th7†. Als de zwarte koning de toren niet slaat dan wordt het eeuwig schaak (1. Th7† Kg8 2. Tg7† enzovoorts). Slaat Zwart de toren, dan is het pat, want de witte koning kan niet zetten. De partij eindigt dus na maximaal 17 zetten in remise. Wit moet wel schaak blijven geven - doet hij dat niet, dan komen de zwarte stukken in beweging en kan zwart gemakkelijk winnen.
Er zijn ook stellingen mogelijk waarbij de toren en de koning een groot deel van het bord doorkruisen. Het kan dan langer duren voor het remise is, en het is mogelijk dat er een einde komt aan de impasse, zoals bij het hieronder genoemde probleem van Harthoorn.

## Trivia
- Bij zijn proefschrift On the Integrity of Data and Methods in the Static Open Leontief Model (Universiteit Twente) geeft Rudi Harthoorn als laatste stelling: “De stelling over het bereiken van de laatste stelling vanuit de stelling in deze stelling is niet te dol.” Bijgevoegd is een gecomponeerde probleemstelling voor mat in 39 zetten. In de stelling komt een dolle toren voor; als de dolle toren onschadelijk gemaakt is, komt er opnieuw een dolle toren in de stelling. Het is dus een probleemcompositie met twee dolle torens.
- Volgens Hans Ree was de schaakproblemist Harry Goldstein een van de weinige Nederlandse schakers die iets zinnigs over de dolle toren kon zeggen. Er zijn dan ook meerdere complexe verhandelingen van Goldsteins hand die maar door weinigen begrepen kunnen worden.[1]